# Det palæstinensiske folk
Det palæstinensiske folk (arabisk: الشعب الفلسطيني, ash-sha`b al-filasTīni), Palæstinensere (arabisk: الفلسطينيون, al-filasTīnīyyūn), eller Palæstinensiske arabere (arabisk: العرب الفلسطينيون, al-`arab al-filasTīnīyyūn) er betegnelser, som bruges til at referere til et arabisk-talende folk, hvis familie stammer fra Palæstina.
Den samlede palæstinensiske befolkning i verden anslås at være mellem 10 og 11 millioner, over halvdelen af hvilke er statsløse, dvs. mangler statsborgerskab i noget land. Palæstinenserne er fortrinsvis sunnitter, endskønt der findes et betydeligt kristent mindretal, såvel som mindre trosretninger.
Den første gang betegnelsen palæstinenser anvendtes i større udstrækning, som et endonym for at referere til et nationalt koncept, var før udbruddet af 1.verdenskrig og det første krav om national uafhængighed blev fremsat af den syrisk-Palæstinensiske Kongres den 21. september 1921. Efter den palæstinensiske exodus i 1948, og i endnu højere grad efter palæstinensiske exodus i 1967, kom termen til at betyde ikke bare oprindelsesstedet, men en følelse af fælles fortid og fremtid, i form af en palæstinensisk nationalstat.
Omkring halvdelen af alle palæstinensere lever fortsat i Israel, Vestbredden,Gaza-striben og Østjerusalem.[i] Den anden halvdel, en stor del af hvilke er flygtninge, bor andre steder, i forskellige egne af verden (Se Den palæstinensiske diaspora)
Det palæstinensiske folk under eet, er repræsenteret i det internationale samfund af Den Palæstinensiske Frihedsorganisation(PLO). Det palæstinensiske selvstyre, officielt etableret som resultat af Oslo-aftalen, er en midlertidig administrativ enhed, som er nominelt ansvarlig for regeringsudøvelsen i de palæstinensiske befolkningscentre på Vestbredden og i Gaza-striben.

## Etymologi
Det græske toponym: Palaistinê (Παλαιστίνη), med hvilket det arabiske: Filastin (فلسطين) er beslægtet, optræder første gang i den ioniske digter Herodots værker fra midten af det 5. århundrede før kristus, hvor det referer til kystlandet fra Fønikien ned til Egypten.
Herodot bruger også termen som et etnonym, som når han taler om 'Syrerne fra Palæstina' eller 'Palæstinensisk-Syrere', en etnisk amorf gruppe han skelner fra fønikerne. Ordet kan sammenlignes med et væld af etnonymer som anvendes i de semitiske sprog, Old-egyptisk : Prst, Assyrisk: Palastu, og det Old Hebræiske: Plishtim, det sidste brugt i Bibelen til at beskrive filistrene.
Romerne populariserede ordet Palæstina efter den tredje jødisk-romerske krig, da majoriteten af den jødiske overklasse blev eksileret fra landet efter den romerske sejr. Provinsen blev nu omdøbt fra Iudaea til Syria Palaestina og Jerusalem til Aelia Capitolina. Dette var et forsøg på på at fjerne den jødiske forbindelse til landet, både af navn og af gavn.
Det arabiske ord Filastin er blevet brugt til at referere til området, lige siden arabiske geografer i Middelalderen adopterede det græske navn. Filastini (فلسطيني), afledt fra den latiniserede græske betegnelse Palaestina (Παλαιστίνη), ser ud til at have været brugt som et adjektivisk navneord i regionen så tidligt som i det 7. århundrede (f.eks. "Abdallah b. Muhayriz al-Jumahi al-Filastini" var navnet på en asket, som levede i Jerusalem og døde i det tidlige 7-hundredetal. 
Under den britiske mandatperiode, blev ordet "Palæstinenser" brugt til at referere til alle folk, som boede dér, uanset deres religion eller etnicitet, og de som fik statsborgerskab af Mandat-myndighederne blev tildelt "Palæstinensisk statsborgerskab".
Efter etableringen i 1948 af et nationalt hjemland for det jødiske folk, er brugen af ordene "Palæstina" og "Palæstinenser" af palæstinensiske jøder stort set blevet droppet. Den engelsksprogede avis The Palestine Post for eksempel, som siden 1932 primært tjente det jødiske samfund i mandatområdet, ændrede sit navn i 1950 til The Jerusalem Post. Jøder i Israel og på Vestbredden identificerer sig i dag generelt som israelere. Arabiske indbyggere i Israel identificerer sig som israelere og/eller palæstinesere og/eller arabere.

## Palæstinensisk sprog
Palæstinensisk arabisk er en talt arabisk dialekt, som er specifik for palæstinensere, og det er en undergruppe af den bredere levantinske arabiske dialekt. Det har tre primære subvariationer, og for at skelne mellem dem bruges udtalen af
qāf som en shibboleth. I de fleste byer er det et gutturalt stop; i mindre landsbyer og på landet er det et faryngaliseret k (et karakteristikon unikt for palæstinensisk arabisk); og i det allersydligste område er det et g, som f.eks. hos beduinerne. I flere landsbyer i Galilæa (f.eks. Maghār), og specielt men ikke kun blandt druserne udtales qāf faktisk som i klassisk arabisk.
Barbara McKean Parmenter har gjort opmærksom på, at araberne i Palæstina har bevaret de oprindelige semitiske stednavne som er nævnt i Bibelen for de steder, som blev dokumenteret af den amerikanske arkæolog Edward Robinson i begyndelsen af det 20. århundrede.

## Palæstinensiske organisationer
- PLO
- Folkefronten til Palæstinas Befrielse
- Hamas